# Gare de Rio Grande da Serra
La gare de Rio Grande da Serra (en portugais Estação Rio Grande da Serra) est une gare ferroviaire terminus de la ligne 10 (Turquoise) de la Companhia Paulista de Trens Metropolitanos (CTPM). Elle est située rue Guilherme Pinto Monteiro, quartier Jardim Maria Paula sur le territoire de la municipalité Rio Grande da Serra dans l'État de São Paulo, au Brésil.
Mise en service en 1867, c'est une gare de la CPTM depuis 1994.

## Situation ferroviaire

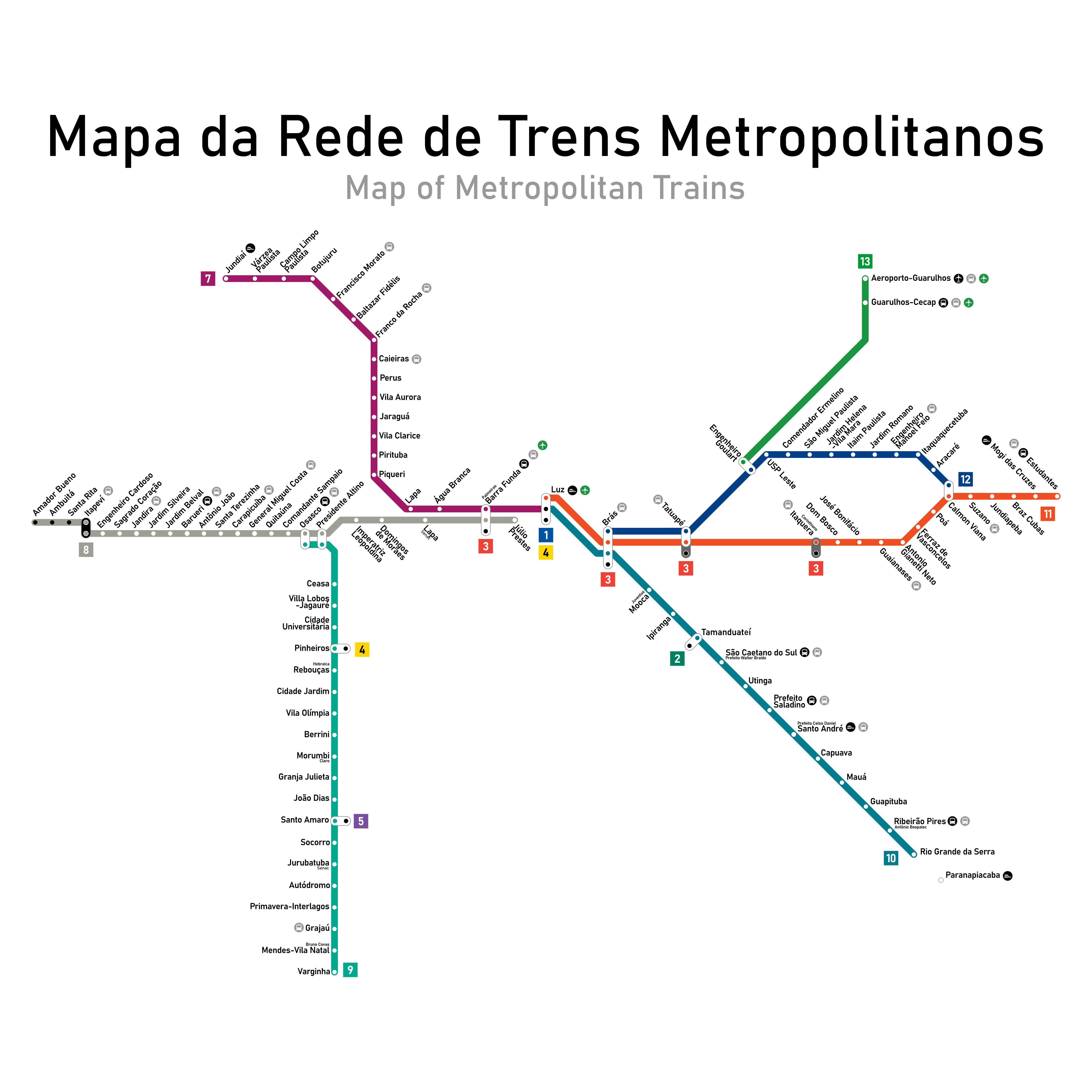
Plan des lignes de la CPTM (2020).

Établie à 748 mètres d'altitude, la gare de Rio Grande da Serra est un terminus de la ligne 10 (Turquoise) de la Companhia Paulista de Trens Metropolitanos (CTPM), avant la gare de Ribeirão Pires–Antônio Bespalec, en direction de la gare terminus de Brás. 

## Histoire
La gare, alors dénommée Rio Grande, est mise en service le 16 février 1867, par le São Paulo Railway (SPR), lors de l'inauguration de la ligne de chemin de fer reliant Santos et Jundiaí, via São Paulo. Il s'agit alors d'une petite gare de passage prévue pour le ravitaillement en eau des machines, son bâtiment d'origine est petit et en bois.
La bâtiment actuel date de 1890, et elle est une gare du réseau de trains de banlieue de la CPTM depuis 1994
La gare est desservie par le service 710 de la CPTM à partir du 4 mai 2021.

## Service des voyageurs

### Accueil
La gare est accessible par la rue Guilherme Pinto Monteiro, elle dispose d'aménagements et services pour les personnes à la mobilité réduite.

### Desserte
Service 710 : circulations sur la relation Jundiaí - Rio Grande da Serra, via Brás (ce qui correspond à une unification des lignes 7 et 10). Cette desserte a lieu tous les jours, y compris les week-ends et les jours fériés, de 4 h à minuit. Cette relation dessert 31 gares, approximativement en 2 h 8 min. Aux heures de pointe du matin et de la fin de l'après-midi  l'écart entre les trains est, à la station, de 12 minutes.

Ligne service 710
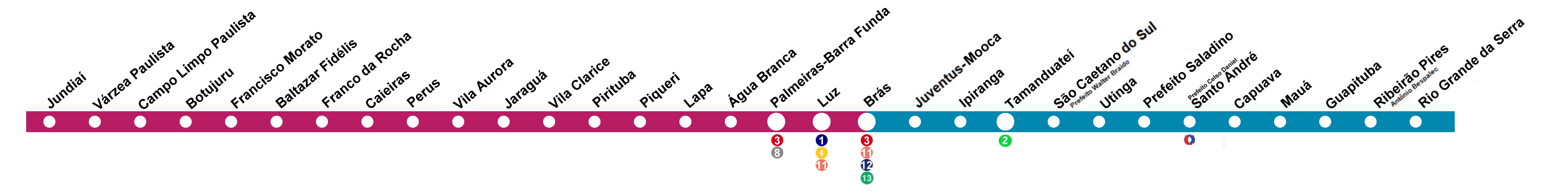

### Intermodalité
Elle est en correspondance intégrée avec la station de bus de l'Empresa Metropolitana de Transportes Urbanos de São Paulo (pt) (22 h 34 min).

## Patrimoine ferroviaire
Le Conselho de Defesa do Patrimônio Histórico (CONDEPHAAT) a répertorié la gare et sa cour en juin 2010.
En mars 2016, la passerelle en fer est fermée pour des raisons de sécurité et en avril 2018, elle est démontées. Depuis la société vérifie s'il est possible de la restaurer, ce que confirme le président de la CPTM le 3 février 2020.

Des éléments patrimoniaux de la gare
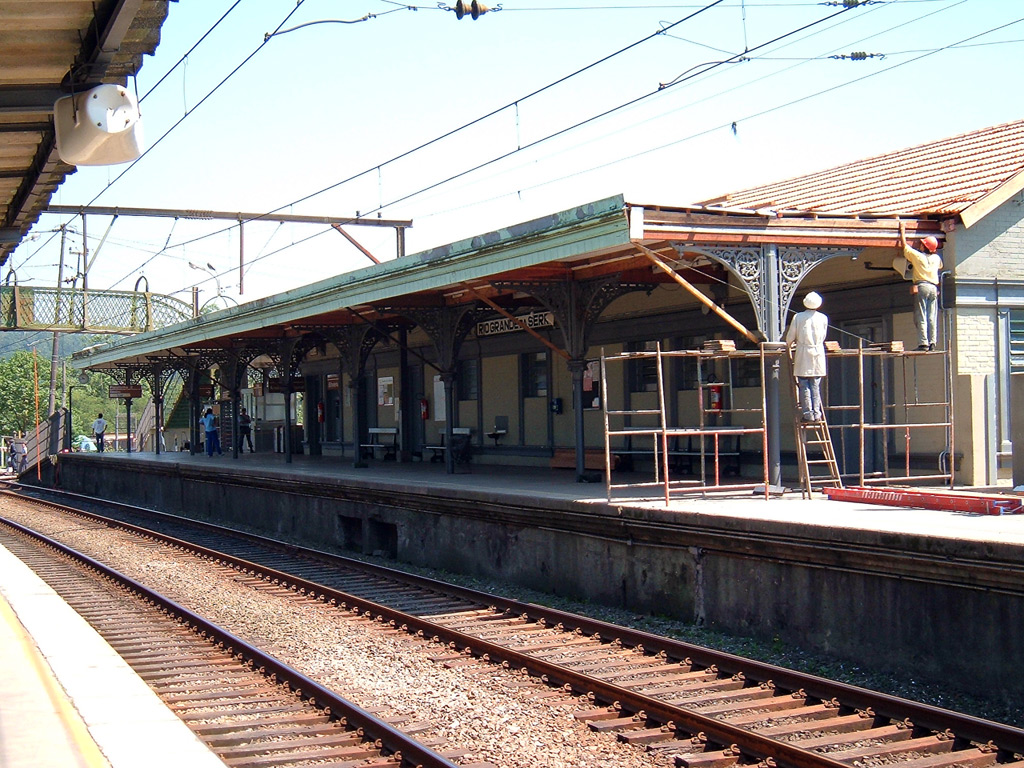
Le bâtiment de 1890.
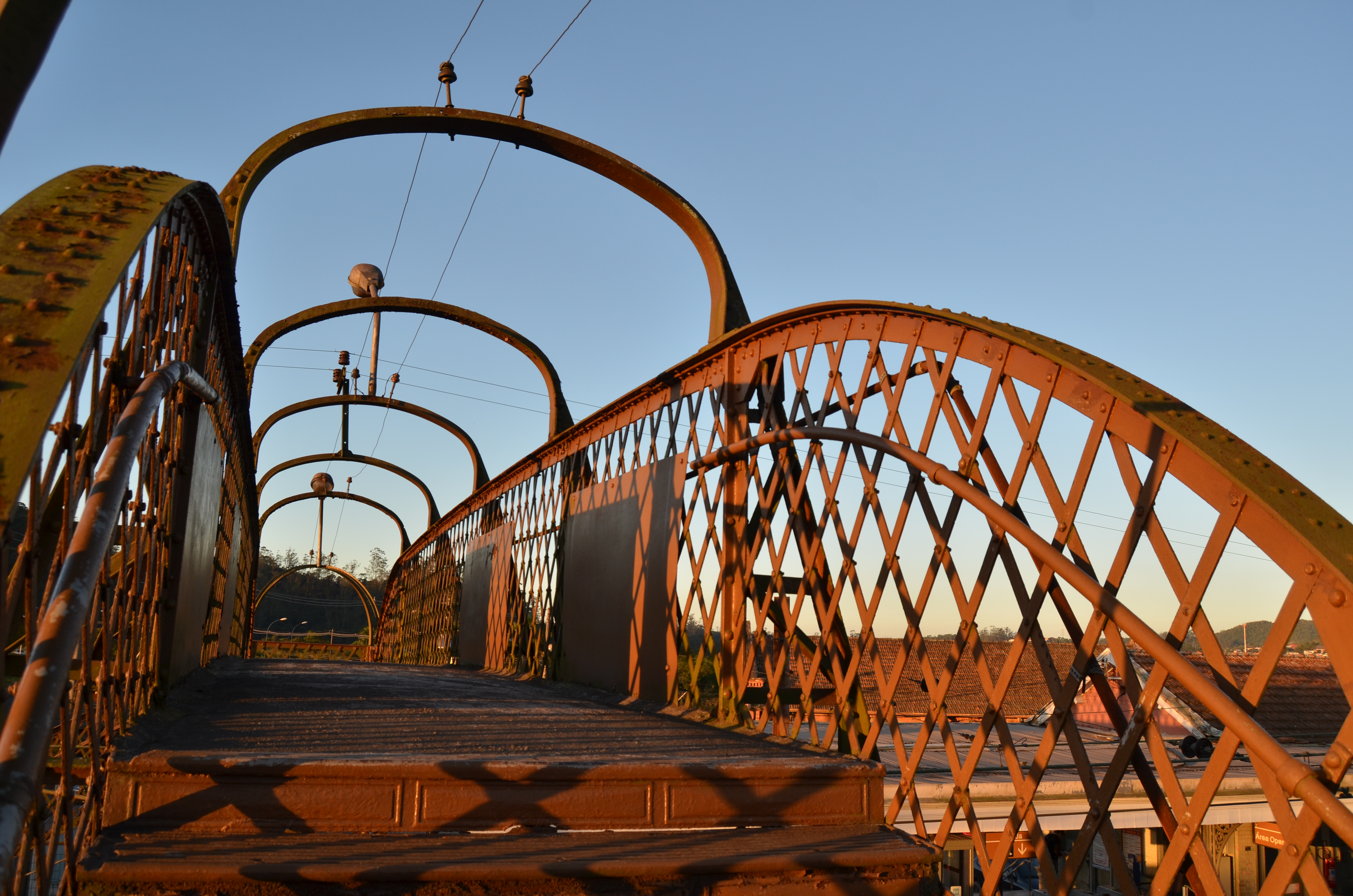
La passerelle en fer.